# Jaime de Armiñán
Jaime de Armiñán Oliver (Madrid, 9 marzo 1927 – Madrid, 9 aprile 2024) è stato un regista, sceneggiatore, drammaturgo e scrittore spagnolo.

## Biografia
I suoi film Mi querida señorita e Il nido ricevettero una nomination all'Oscar al miglior film straniero.

## Filmografia

### Regia e sceneggiatura
- Carola de día, Carola de noche (1969)
- La Lola, dicen que no vive sola (1970)
- Mi querida señorita (1972)
- Un casto varón español (1973)
- El amor del capitán Brando (1974)
- Jo, papá (1975)
- Nunca es tarde (1977)
- Al servicio de la mujer española (1978)
- Il nido (El nido) (1980)
- En septiembre (1981)
- Stico (1985)
- L'ora stregona (La hora bruja) (1985)
- Il mio generale (Mi general) (1987)
- Juncal (1989) serie televisiva
- Dall'altro lato del tunnel (Al otro lado del Túnel) (1992)
- Una gloria nacional (1993) serie televisiva
- El Palomo cojo (1995)
- 14, Fabian Road (2008)

### Solo sceneggiatura
- El Secreto de Mónica, regia di José María Forqué (1961)
- La Becerrada, regia di José María Forqué (1963)
- El juego de la verdad, regia di José María Forqué (1963)
- Playa de Formentor, regia di Germán Llorente (1964)
- Tengo 17 Años, regia di José María Forqué (1964)
- Piso de solteros, regia di Alfonso Balcázar (1964)
- La muerte viaja demasiado, regia di José María Forqué (1964)
- Whisky y vodka, regia di Fernando Palacios (1965)
- Yo he visto a la muerte, regia di José María Forqué (1967)
- Un diablo bajo la almohada, regia di José María Forqué (1967)
- Solos los dos, regia di Luis Lucia Mingarro (1968)
- El bengador Gusticiero y su pastelera madre, regia di Antonio Fraguas (1976)
- Il giorno in cui sono nato (El día que nací yo), regia di Pedro Olea (1991)